# Ардуба
Ардуба је био антички каштел у римској покрајини Далмацији, а локација није поуздано утврђена. Неки је сврставају у Врандук крај Зенице, а неки у Книн. У Ардуби су Дезидијати пружили 9. године последњи отпор римском војсковођи Германику у Батонском рату.

## Ардуба у Батонском рату
Ардуба је била последње место које је пало у руке Римљанима. Ардуба се налазила на голој стени, а око ње је текла, изузев само мали комад тла, брза река. То је чинило идеалном за одбрану. Пре пада плануле су размирице међу браниоцима, јер су неки хтели да се предају. Другима који нису то одобравали су се придружиле жене, које су више волеле смрт него ропство. Пред самим непријатељем је дошло до сукоба, а кад су други подлегли, жене су се с децом бациле у пламен кућа или с литице у реку, а илирски ратници су одузели себи живот својим мачевима. Тако је Германик скршио последњи отпор Илира.